# Birger Cederin
Gustaf Birger Hjalmarsson Cederin (Höreda, 20 aprile 1895 – 22 marzo 1942) è stato uno schermidore svedese, vincitore di una medaglia d'argento nella scherma ai giochi olimpici.